# 格倫阿林 (密蘇里州)
格倫阿林（英語：Glen Allen）是位於美國密蘇里州波林格縣的村。

## 人口
根據2020年美國人口普查的數據，格倫阿林的面積為0.15平方千米，皆為陸地。當地共有人口57人，而人口密度為每平方千米380人。